# Weißenspring
Weißenspring ist ein Wohnplatz der Gemeinde Groß Lindow im Landkreis Oder-Spree im Osten des Landes Brandenburg. Groß Lindow gehört dem Amt Brieskow-Finkenheerd an. Weißenspring war bis 1945 ein Gutsbezirk, von 1945 bis 1947 ein Ortsteil der Stadt Frankfurt (Oder) und von 1947 bis 1974 ein Teil der Gemeinden Weißenspring-Schlaubehammer bzw. Weißenspring.

## Lage
Weißenspring liegt am Friedrich-Wilhelm-Kanal und nördlich des Oder-Spree-Kanals, rund 13 Kilometer Luftlinie südsüdwestlich von Frankfurt (Oder). Umliegende Ortschaften sind Malchow im Norden, Unterlindow im Nordosten, Oberlindow im Osten, Rießen im Süden, Schernsdorf im Südwesten und Hammerfort im Westen. In Weißenspring liegen die Wochenendhaussiedlungen Langer Grund und Weißenspring II. Die Landesstraße 373 führt durch den Ort. Weißenspring ist von der Lindower Heide im Norden und dem Müllroser Forst im Süden umgeben.

## Geschichte
Am 12. Juli 1702 wurde an der Stelle des heutigen Ortes Weißenspring der Grundstein für eine Schleuse am Friedrich-Wilhelm-Kanal gelegt. Diese wurde 1739 als „Weißenspringische Schleuse“ bezeichnet. Seit 1754 war in der Nähe ein Hammerwerk ansässig. Dieses wurde 1765 durch Friedrich II. an den Kriegsrat Kienitz übereignet mit der Bedingung, 30 ausländische Familien dort anzusiedeln und eine Pfeifenfabrik zu gründen. Die erste urkundliche Erwähnung von Weißenspring erfolgte im Jahr 1766 als Vorwerk und Kolonie. „Spring“ ist eine in Brandenburg verbreitete Bezeichnung für eine Quelle. Im Schmettauschen Kartenwerk von 1767/87 ist Weißenspring als Etablissement (Gaststätte) ohne Namen eingetragen. Damals zählte Weißenspring verwaltungstechnisch zum Amt Biegen im Lebusischen Kreis in der Mark Brandenburg.
Seit dem 19. Jahrhundert war Weißenspring ein Gutsbezirk im Kreis Lebus im Regierungsbezirk Frankfurt der Provinz Brandenburg und Sitz des Amtsbezirks Weißenspring. 1840 hatte Weißenspring 266 Einwohner, zum Ort gehörten eine Wassermühle und die Wohnung des Schleusenmeisters. Bei der Volkszählung vom 1. Dezember 1871 hatte Weißenspring 229 Einwohner. Von diesen waren 107 Männer und 122 Frauen; 61 Einwohner waren Kinder unter zehn Jahren. 228 Einwohner waren evangelisch-lutherischer Konfession, einer war katholisch. Am 1. Dezember 1910 hatte Weißenspring nur noch 143 Einwohner.
Nach dem Ende des Zweiten Weltkrieges gehörte Weißenspring, formal immer noch ein Gutsbezirk, zur Sowjetischen Besatzungszone. Im September 1945 wurde der Ort auf Anordnung der sowjetischen Besatzungsbehörden in die kreisfreie Stadt Frankfurt (Oder) eingemeindet und schied somit aus dem Landkreis Lebus aus. Am 1. Oktober 1947 wurde Weißenspring wieder aus Frankfurt (Oder) ausgegliedert und bildete seitdem zusammen mit dem ehemaligen Gutsbezirk Schlaubehammer die Gemeinde Weißenspring-Schlaubehammer im Landkreis Lebus.
Durch Regierungsbeschluss vom 6. Juni 1950 wurde die Gemeinde Weißenspring-Schlaubehammer am 1. Juli 1950 in den Landkreis Frankfurt (Oder) umgegliedert. Bei der DDR-Kreisreform am 25. Juli 1952 wurde Weißenspring-Schlaubehammer dem Kreis Fürstenberg im Bezirk Frankfurt (Oder) zugeordnet, aus dem 1961 der Kreis Eisenhüttenstadt-Land wurde. Seit den 1960er Jahren hieß die Gemeinde nur noch Weißenspring.
Am 19. Mai 1974 wurde die Gemeinde Weißenspring mit dem Ortsteil Hammerfort nach Groß Lindow eingemeindet. Nach der Wiedervereinigung gehörte Groß Lindow zunächst zum Landkreis Eisenhüttenstadt in Brandenburg; dieser ging am 6. Dezember 1993 im neuen Landkreis Oder-Spree auf.

## Einwohnerentwicklung
Gutsbezirk Weißenspring
| Jahr | Einwohner |
| ---- | --------- |
| 1840 | 209       |
| 1871 | 229       |
| 1875 | 209       |
| 1885 | 190       |
| 1890 | 175       |

| Jahr | Einwohner |
| ---- | --------- |
| 1910 | 143       |
| 1925 | 254       |
| 1933 | 231       |
| 1939 | 198       |
| 1946 | 193       |

Gemeinde Weißenspring
| Jahr | Einwohner |
| ---- | --------- |
| 1950 | 0313 1    |
| 1964 | 238       |
| 1971 | 214       |

Gebietsstände des jeweiligen Jahres